# SC Siemensstadt
SC Siemensstadt is een Duitse sportlub uit Siemensstadt, een stadsdeel Spandau, een district van de hoofdstad Berlijn. De club is een van de tien grootste sportclubs van Berlijn wat betreft ledenaantal. De club is in 22 sporten actief.

## Geschiedenis

### Voorgangers
Op 11 februari werd Berliner SC 1900 opgericht in Friedrichshain. De club speelde in 1902 in de competitie van de Markse voetbalbond en eindigde elfde op veertien clubs. Het zou de enige keer zijn dat deze club op het hoogste niveau actief was. De club wisselde naar de sterkere Berlijnse voetbalbond en speelde vanaf 1906 daar in de tweede klasse. Na twee derde plaatsen eindigde de club daarna in de middenmoot. In 1914 fuseerde de club met FC Wacker 1912 tot BSC Wacker 1900. De club bleef actief in lagere reeksen.
Door de groei van het bedrijf Siemens AG werd een deel van het district Spandau omgedoopt in Siemensstadt. Hier ontstonden drie sportverenigingen Turnverein Nonnendamm Siemensstadt in 1907, Schwimmverein Siemens in 1919 en Sportvereinigung Siemens in 1921. In 1938 werden deze verenigd als Betriebssportgemeinschaft Siemens. Na de Tweede Wereldoorlog werden alle sportclubs aanvankelijk verboden. Na verloop van tijd werden de sport afdelingen weer opgericht zoals Turn-Sport-Verein Siemensstadt en in 1949 voetbalclub 1. FC Stern Siemensstadt. In 1951 splitste TSV Siemensstadt zich in Turnverein Siemensstadt 07 en Sportverein Siemensstadt, maar in 1958 fuseerden dezen ook weer. Op 16 juni 1971 fuseerden Stern Siemensstadt met BSC Wacker 1900 tot  SpVgg Wacker 1900 Siemensstad. In 1975 fuseerde deze voetbalclub met de sportclub TSV tot het huidige SC Siemensstadt.

### Voetbal
Wacker Siemensstadt speelde in 1974/75 in de Oberliga Berlin, de derde hoogste klasse. In 1977 volgde een degradatie. Van 1988 tot 1990 keerde de club terug. Daarna zakte de club weg in de anonimiteit. In 2019 speelde de club in de Kreisliga B, de tiende klasse.